# Achaea finita
Achaea finita is een vlinder van de familie van de spinneruilen (Erebidae). De wetenschappelijke naam van deze soort is voor het eerst voorgesteld als Ophisma finita door Achille Guenée in een publicatie uit 1852.

## Verspreiding
De soort komt voor in het Afrotropisch gebied waaronder Kaapverdië, Sierra Leone, Ghana, Nigeria, Kameroen, Sao Tomé en Principe, Congo-Kinshasa, Eritrea, Oeganda, Kenia, Rwanda, Tanzania, Malawi, Mozambique, Zimbabwe, Zuid-Afrika, de Comoren, Madagaskar, Réunion, Mauritius, Saudi-Arabië en Jemen.

## Waardplanten
De rups leeft op Phytolacca sp. (Phytolaccaceae), Psidium guajava L. (Myrtaceae), Ricinus communis L. (Euphorbiaceae) en Rosa sp. (Rosaceae).